# 이와시나촌
이와시나촌(岩科村)은 시즈오카현의 동부, 가모군에 속했던 촌이다. 현재의 마쓰자키정 남부에 해당한다.

## 역사
- 1889년 4월 1일 - 정촌제 시행에 의해 가모군 이와시나촌이 성립하였다.
- 1956년 6월 1일 - 마쓰자키정에 편입해, 동일 이와시나촌은 폐지되었다.

## 교통

### 도로
- 국도 제136호선

## 참고문헌
- 角川日本歴史大辞典22静岡県